# Oh! Yeah!
《Oh! Yeah!》，是日本男性創作歌手小田和正的第7張單曲，1991年2月6日發行。與《愛情故事突然發生》實際上雙A面發行。是小田的代表作之一和銷量最高的單曲作品。

## 簡介
Oricon上標記這張單曲是「Oh! Yeah!」和「愛情故事突然發生」的雙A面單曲。不過發售前小田和正希望是以「Oh! Yeah!」單曲A面發售，但是唱片公司希望發行的卻是「愛情故事突然發生」，最後採取折衷案決定以雙A面方式發行。
不過CD封面上的標題依然只是「Oh! Yeah!」，在不同的地方關於這張單曲的標記也有「Oh! Yeah!」和「Oh! Yeah!／愛情故事突然發生」兩種情況。
第一首曲目《Oh! Yeah!》是第一生命的電視廣告歌曲，歌曲的PV在廣告中也被部分使用。第二首曲目《愛情故事突然發生》則是富士電視台的大熱門月九劇《東京愛情故事》的主題曲。
單曲發售首週銷量高達74萬張，是當時最高的初動銷量紀錄。連續七個星期佔據Oricon公信榜的冠軍位置。最終總銷量高達258.8萬張，創下了當時CD單曲最高銷量和J-POP單曲最高銷量兩大紀錄，不過後來被同年發售的恰克與飛鳥的《SAY YES》超過。1991年度日本最暢銷的單曲，日本歷代單曲銷量第8位。
收錄這兩首曲目的同名專輯《Oh! Yeah!》也成為銷量過百萬的暢銷專輯。
兩首歌均成為小田的代表作，後來都多次收錄於小田的精選輯中。
這張單曲的巨大成功，是小田的個人歌唱事業的轉折點。Off Course解散後小田開展了個人活動，但一直成就平平，加上年紀漸長，據小田本人後來回憶，當時他自己也認為再創輝煌的機會很小了。但是推出這張單曲之後，小田再次登上樂壇的頂峰，成為日本國民級的創作歌手。

## 收錄曲目
1. Oh! Yeah! [4:50]
2. 愛情故事突然發生（ラブ・ストーリーは突然に） [4:55]

全 作詞、作曲、編曲：小田和正